# Dorycnopa hemisarca
Dorycnopa hemisarca is een vlinder uit de familie van de tastermotten (Gelechiidae). De wetenschappelijke naam van de soort is voor het eerst geldig gepubliceerd in 1916 door Lower.